# Wilhelm Brandenburg (Unternehmen)
Die Wilhelm Brandenburg GmbH & Co. OHG gehört zur Rewe-Handelsgruppe und ist im Bereich der Herstellung von Fleisch-, Wurst- und Schinkenprodukten tätig. Der Ursprung des Unternehmens liegt in Rügenwalde an der Ostsee. Heute ist das Unternehmen an Standorten in Dreieich, Frankfurt am Main, Gäufelden,  Netphen, Perwenitz und Timmendorfer Strand tätig.

## Geschichte
Im Jahr 1885 gründete Wilhelm Brandenburg ein Unternehmen für Wurst- und Schinkenspezialitäten in Rügenwalde an der pommerschen Ostsee. Nach dem Zweiten Weltkrieg wurden die in Rügenwalde ansässigen Fleischwarenfabrikanten, darunter Wilhelm Brandenburg, vertrieben. Das Unternehmen Wilhelm Brandenburg wurde daraufhin im Jahr 1949 in Timmendorfer Strand neu aufgebaut. Seit 1986 ist die Wilhelm Brandenburg ein Unternehmen der Rewe Group. Das Unternehmen ist der größte Eigenmarkenlieferant von Rewe und Penny.
Aufgrund eines Urteils des BGH darf das Unternehmen die Markenbezeichnung Rügenwalder Teewurst verwenden. Es ist zudem Mitglied im Verband Rügenwalder Fleischwarenfabrikanten, um die Warenbezeichnung Rügenwalder Teewurst zu schützen.
Bis 2027 sollte der Unternehmenssitz nach Erlensee verlagert werden. Im Oktober 2023 wurde diese Entscheidung durch die REWE Group jedoch zurückgenommen und angekündigt, die Standorte Frankfurt und Dreieich zu erhalten und zu modernisieren. Als Grund für diese Entscheidung wurde unter anderem ein verändertes Konsumverhalten angeführt.

## Herkunft der verarbeiteten Tiere
Das Unternehmen ist ein reiner Verarbeitungsbetrieb, das Stand 2017 jährlich 130.000 Tonnen Fleisch bundesweit verarbeitet. An Züchtung, Mast, Schlachtung und Zerlegung der Tiere ist das Unternehmen nicht beteiligt. Ort und Zeitpunkt der Zerlegung und Schlachtung können daher nicht genau nachvollzogen werden. Das Rindfleisch wird nach Presseinformationen aus Deutschland bezogen. Geflügel- und Schweinefleisch kann auch aus dem europäischen Ausland wie Dänemark oder den Niederlanden stammen.

## Tierwohlstandards
Bei der Tierhaltung gelten die gesetzlichen Mindeststandards (Tierschutzgesetz, Tierschutznutztierhaltungsverordnung, Schweinehaltungsverordnung). Abgesehen von einer Mitgliedschaft in der QS GmbH werden hier keine weitergehenden Standards erwähnt. Im Bereich Futtermittel und Tiertransporte hält sich das Unternehmen laut eigenen Angaben an die gesetzlichen Mindeststandards. Die Schlachtung und Zerlegung erfolge nach gängigen Vorschriften. Die Betäubung erfolge mechanisch, elektrisch oder durch den Einsatz von CO2.

## Kritik
Im August 2021 berichtete der Hessische Rundfunk über „schwerwiegende Hygienemängel“ im Frankfurter Werk und bezog sich hierbei vor allem auf von der Stadt Frankfurt herausgegebene Kontrollberichte, in denen von baulichen Mängeln, Schimmel und Rost die Rede sei. Das zuständige Ordnungsamt kritisierte die Berichterstattung als Fehleinschätzung und nicht sachkundig. Eklatante Hygienemängel habe es trotz einigen Problemen und zwei Bußgeldern nie gegeben. Die Produktionsstätte in Frankfurt (Main) fiel jedoch bereits in den Jahren 2016 und 2020 wegen massiven Schimmelbefalls negativ auf. Das Unternehmen selbst betonte, dass zu keinem Zeitpunkt eine Gefahr für die Produktqualität bestanden habe.
2021 erhielt das Unternehmen für sein Hähnchen-Brustfilet, das nach eigenen Angaben klimaneutral ist, für die dreisteste Werbelüge des Jahres 2021 den Preis Goldener Windbeutel von Foodwatch.